# 정계정맥류
정계정맥류(精系靜脈瘤, 영어: varicocele)는 고환의 넝쿨상정맥총(망상정맥총)이 비정상적으로 확장되는 질병이다. 이 정맥총은 고환 용적을 감소시킨다. 고환의 혈관은 복부에서 기원하며 고환까지 이어지는 정삭의 일부인 서혜관을 통해 아래로 흘러간다. 역류를 방해하는 조그마한 편도 판막에 의해 정맥 내 혈류가 상승한다. 주변 구조에 의해 정맥이 위축되어 결함이 생긴 판막은 고환 정맥의 확장을 유발하며 정삭정맥류로 이어질 수 있다. 정계정맥류의 원인에는 판막의 불완전, 넛크래커 증후군, 신세포암을 포함한다. 정계정맥류는 모든 남성의 20%에서 발생한다.

## 증상
정계정맥류의 증상은 다음을 포함할 수 있다:
- 눈에 보이거나 느껴지는 확장된 정맥[2]
- 음낭의 통증
- 고환이 무거운 느낌
- 고환의 위축(수축)
- 테스토스테론 수준의 변화[3]
- 전립선 비대증(BPH) 및 관련 비뇨기 문제[4]

## 같이 보기
- 불임